# Kathedraal van Rouen (Monet)
De Kathedraal van Rouen is een serie schilderijen gemaakt door de Franse kunstschilder Claude Monet.
Hij maakte diverse schilderijen van de Kathedraal van Rouen in Rouen met verschillende weersomstandigheden. Het standpunt bleef echter nagenoeg hetzelfde. Dit optimaliseert de vergelijking. Hij schilderde ze tussen 1890 en 1894.

## Galerij

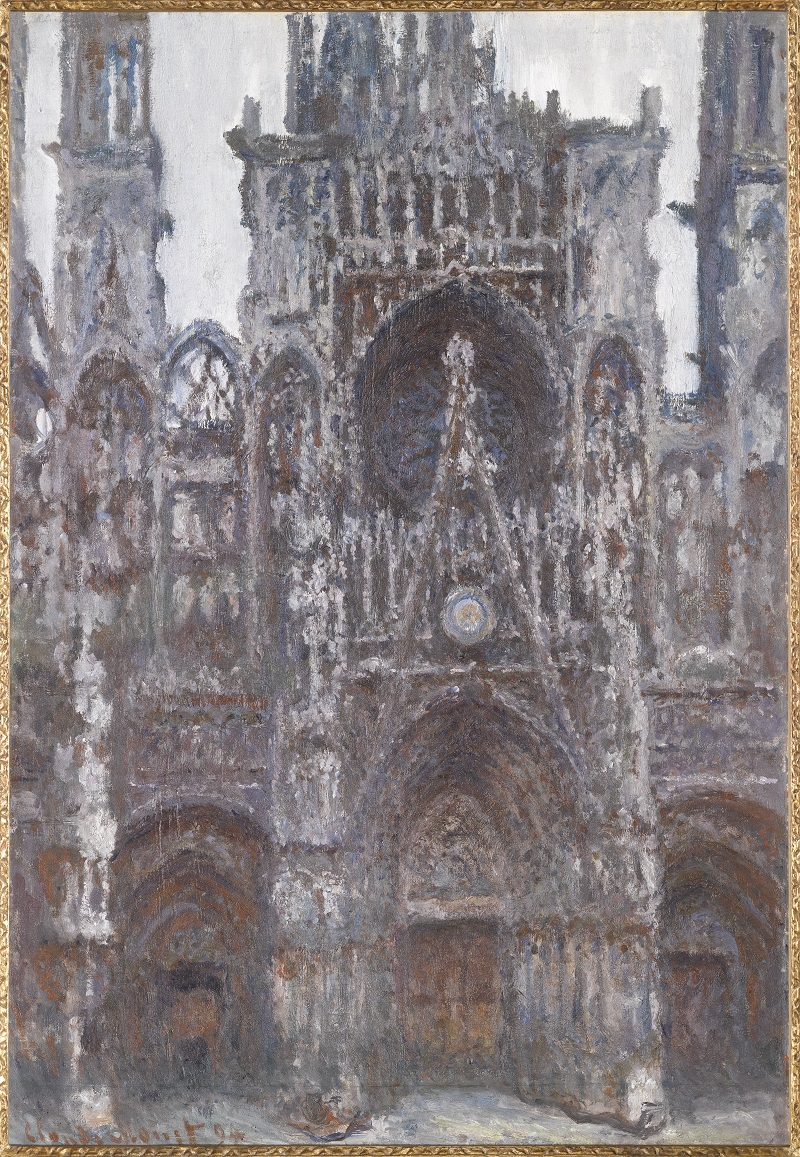
Rouen Cathedral, the West Portal, Dull Weather 1892 Musée d'Orsay Parijs
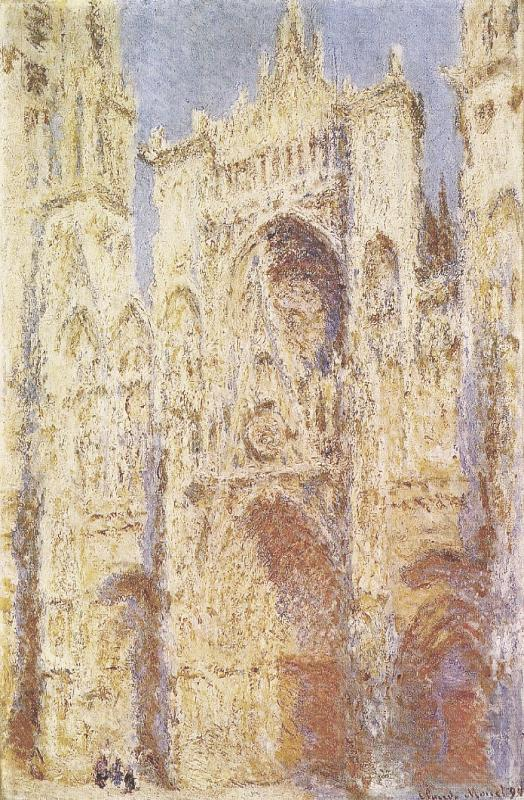
Rouen Cathedral, West Façade, Sunlight 1892 National Gallery of Art Washington, D.C.
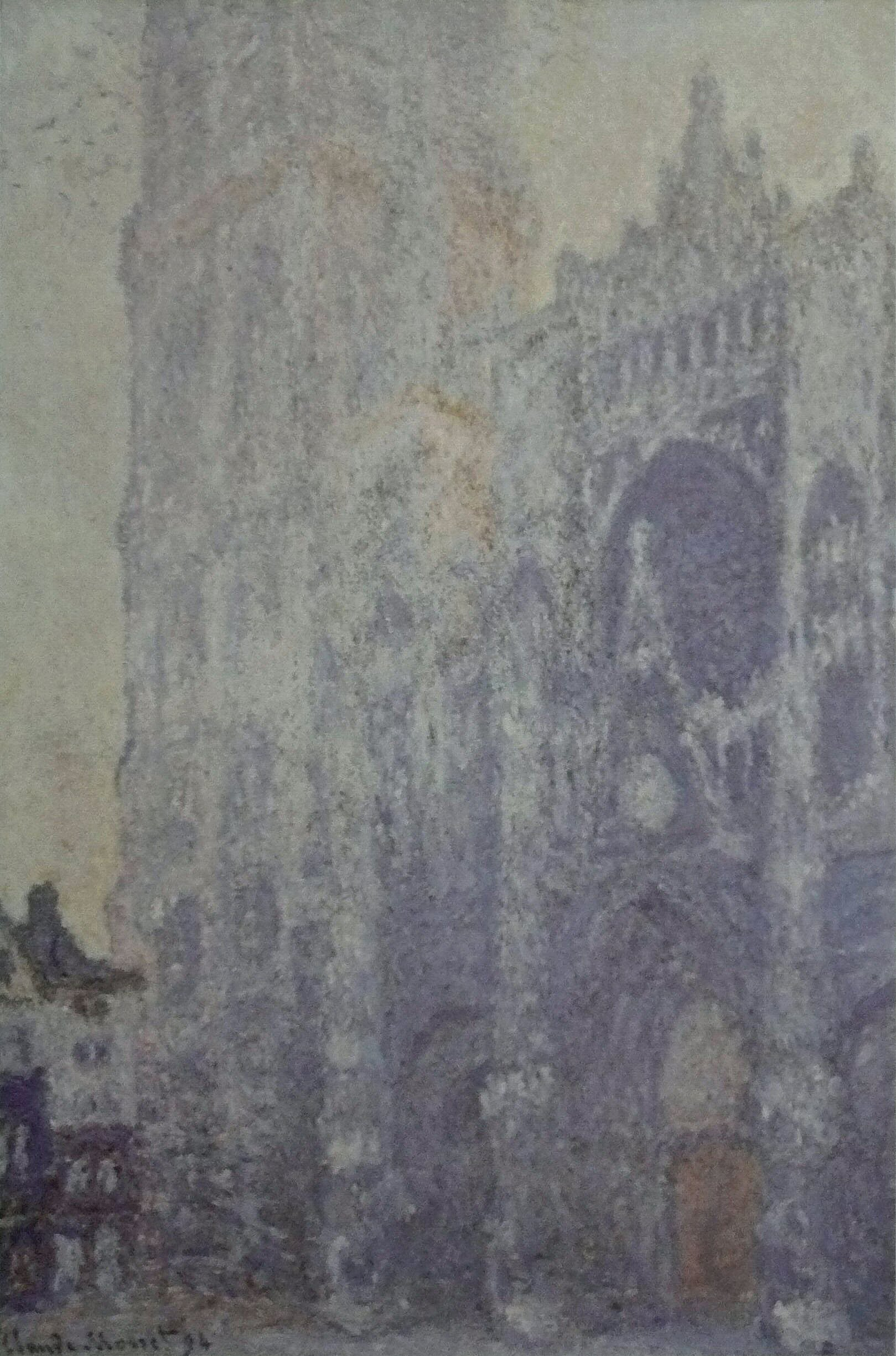
La Cathédrale de Rouen. Le portail et la tour Saint-Romain, effet du matin ; harmonie blanche 1892-1893 Musée d'Orsay Parijs
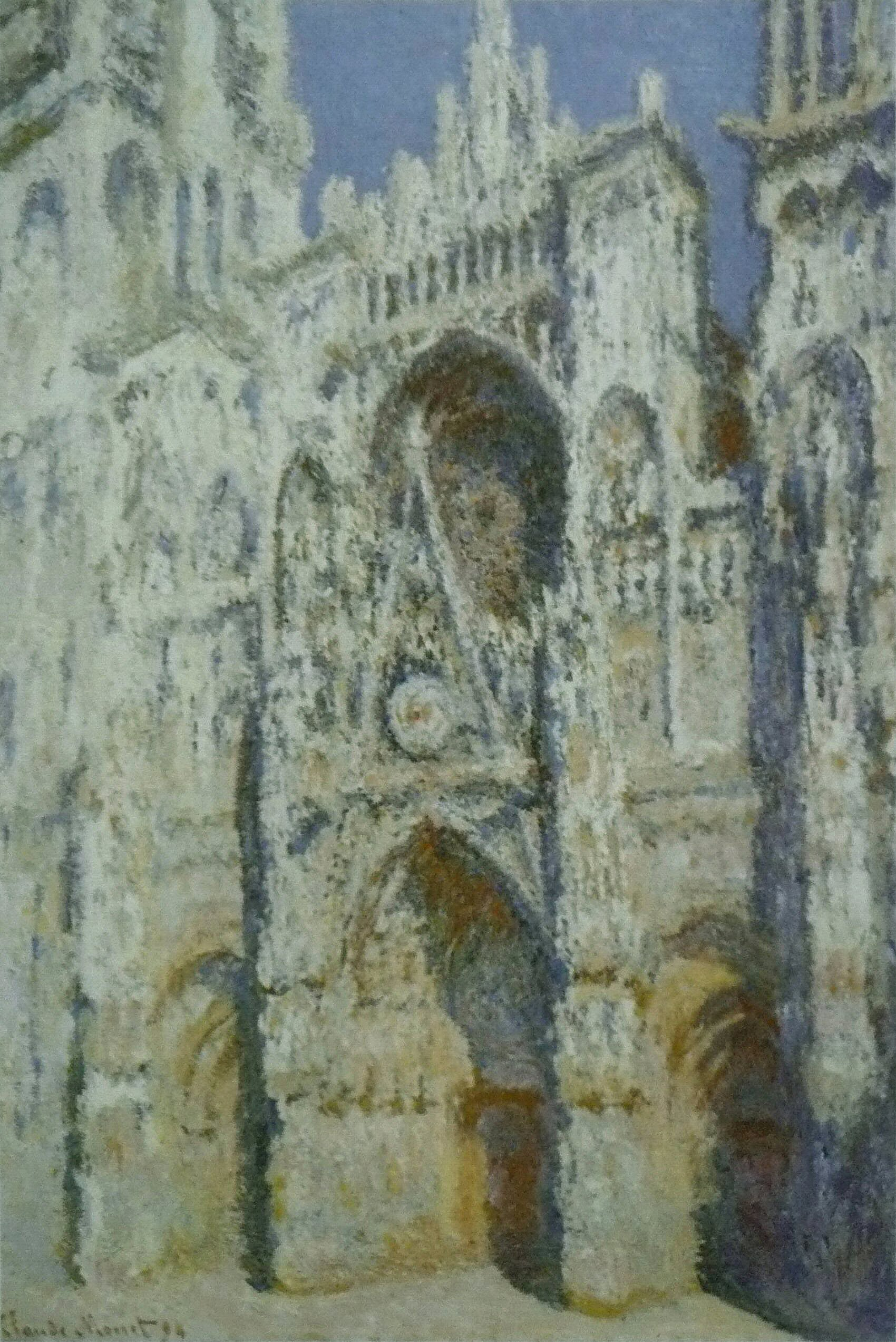
La Cathédrale de Rouen. Le portail et la tour Saint-Romain, plein soleil ; harmonie bleue et or 1892-1893 Musée d'Orsay Parijs
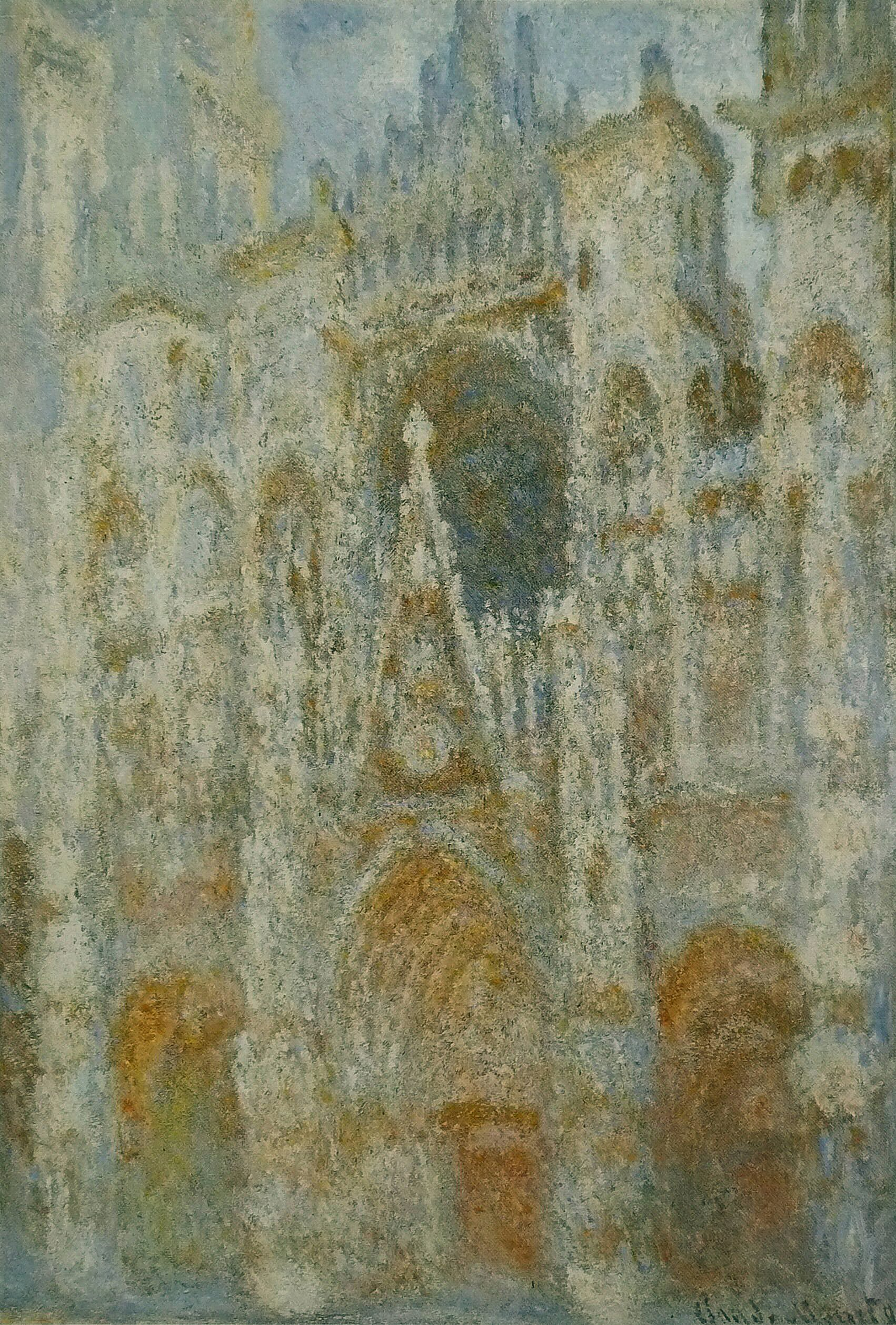
La Cathédrale de Rouen. Le portail, soleil matinal; harmonie bleue 1892-1893 Musée d'Orsay Parijs
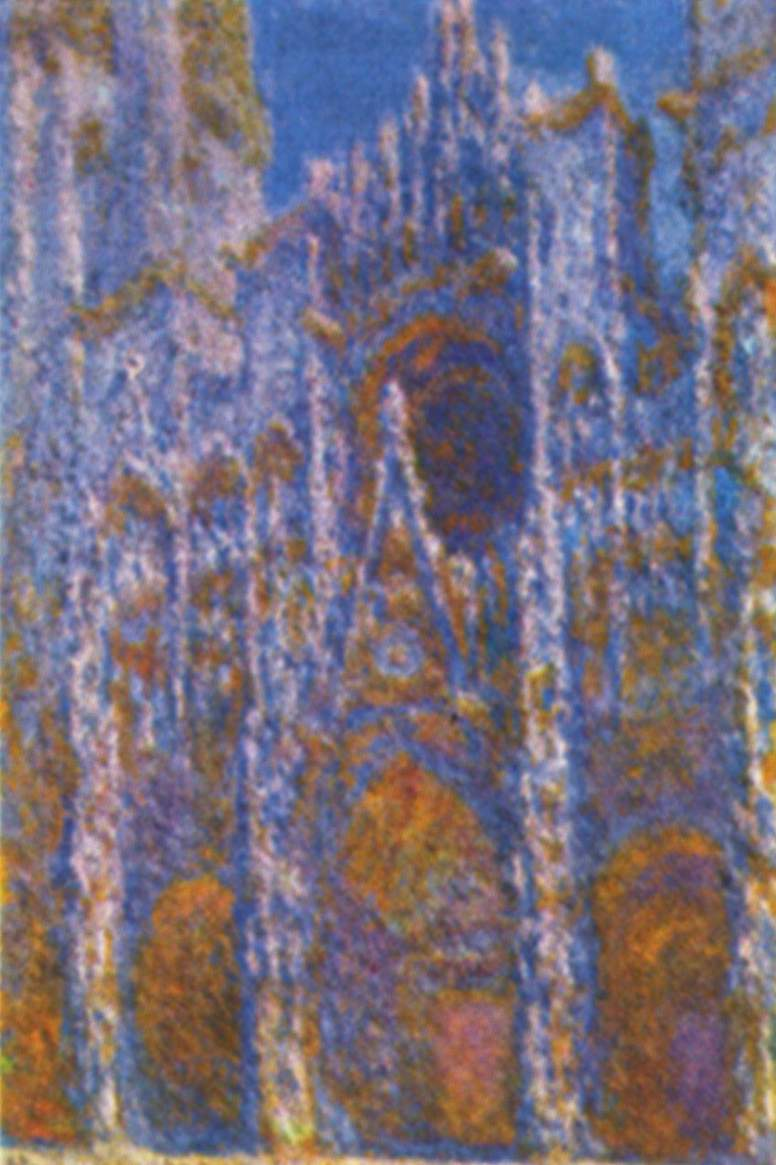
The portal and the tower of the saint-romain at morning sun, Harmony in Blue 1893 Musée d'Orsay Parijs
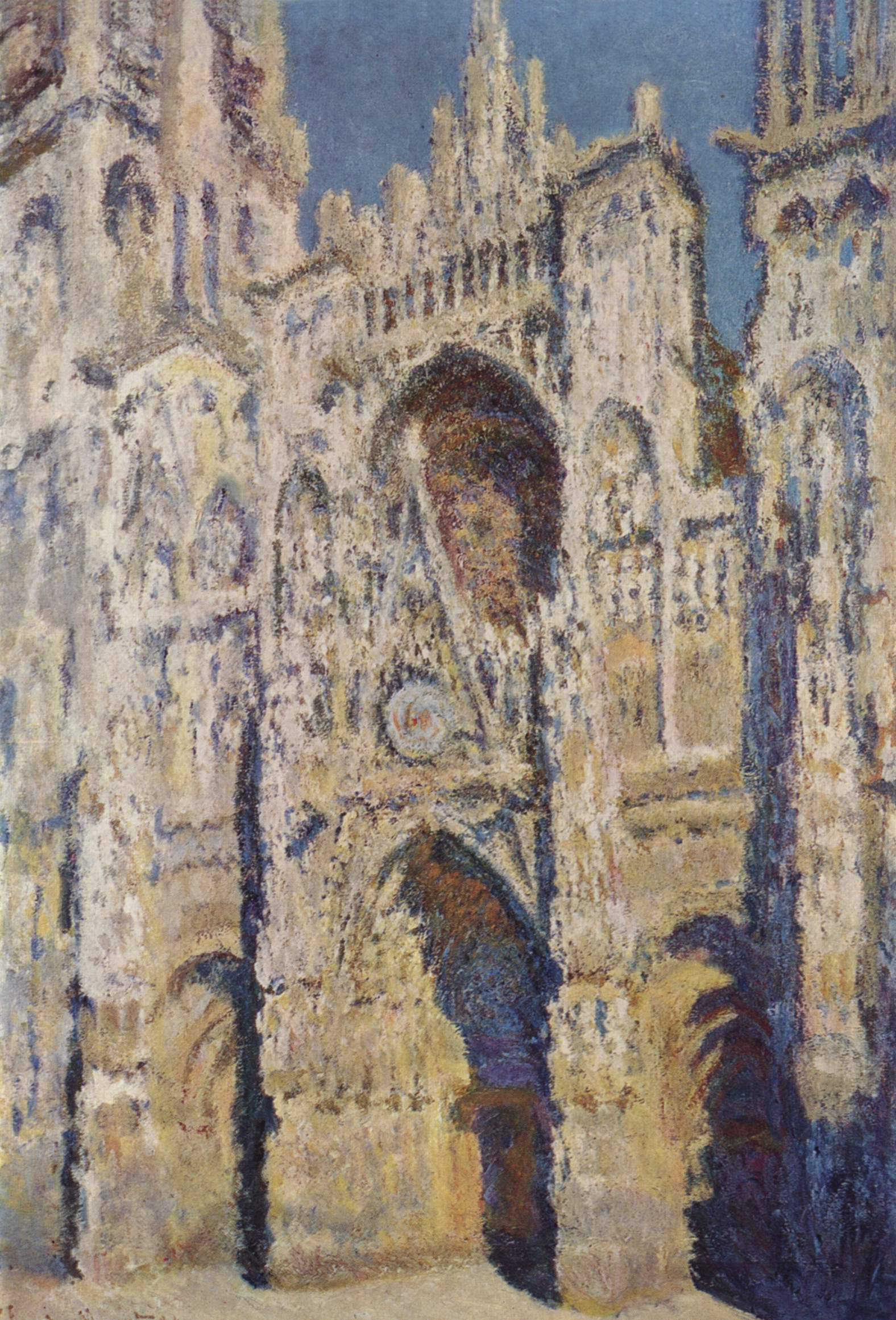
Rouen Cathedral, the West Portal and Saint-Romain Tower, Full Sunlight, Harmony in Blue and Gold 1893 Musée d'Orsay Parijs
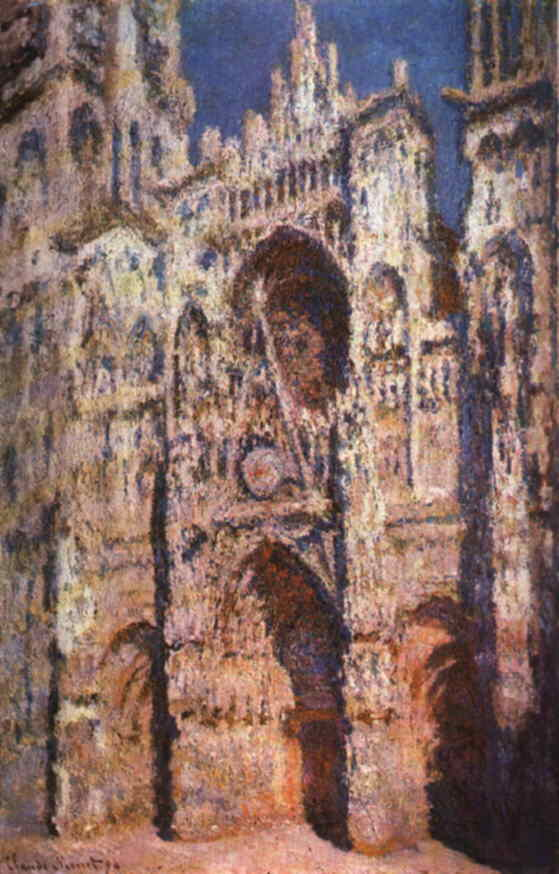
Rouen Cathedral, Full Sunlight 1894 Louvre Parijs
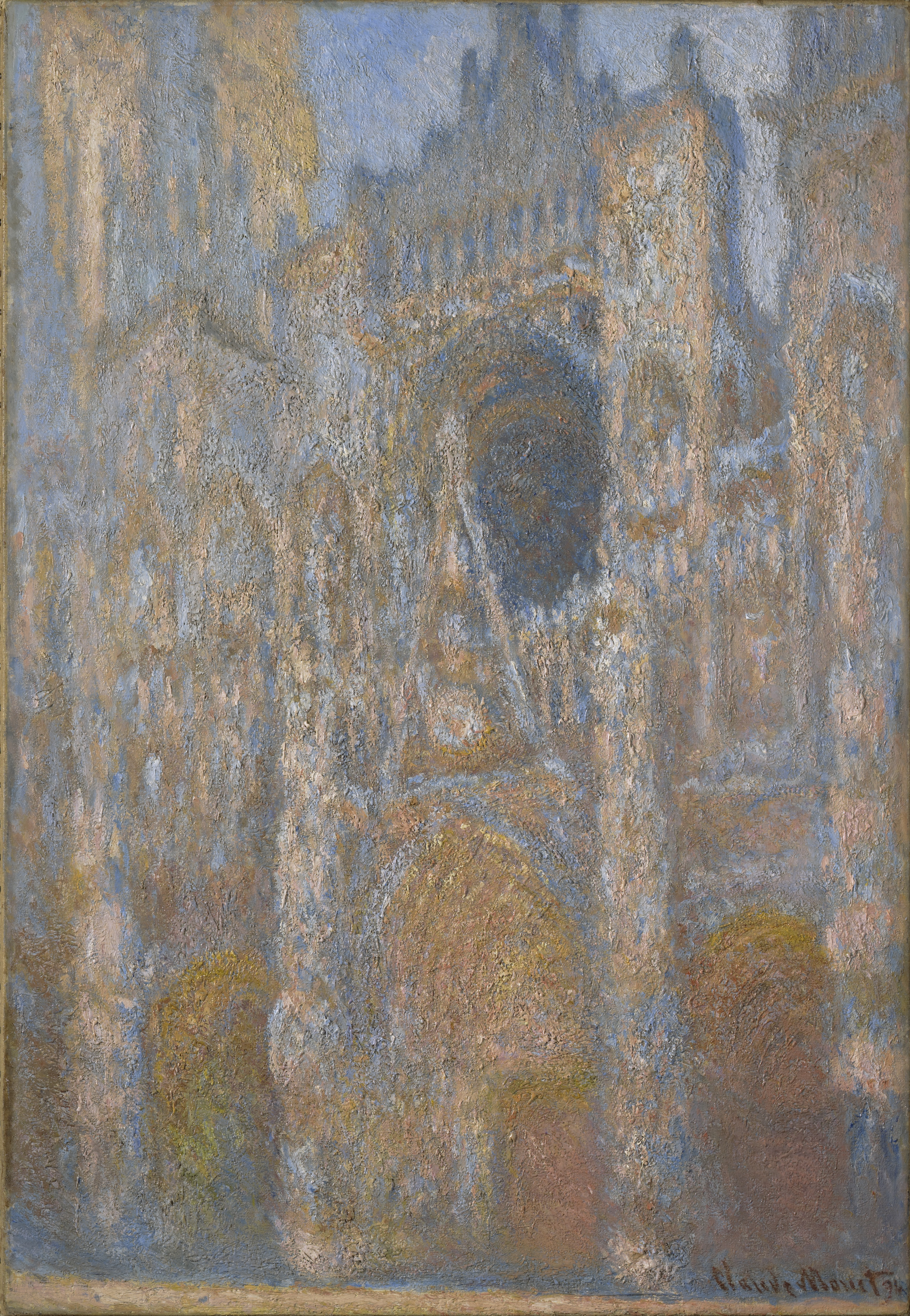
Rouen Cathedral, The Façade in Sunlight 1894 Clark Art Institute Williamstown
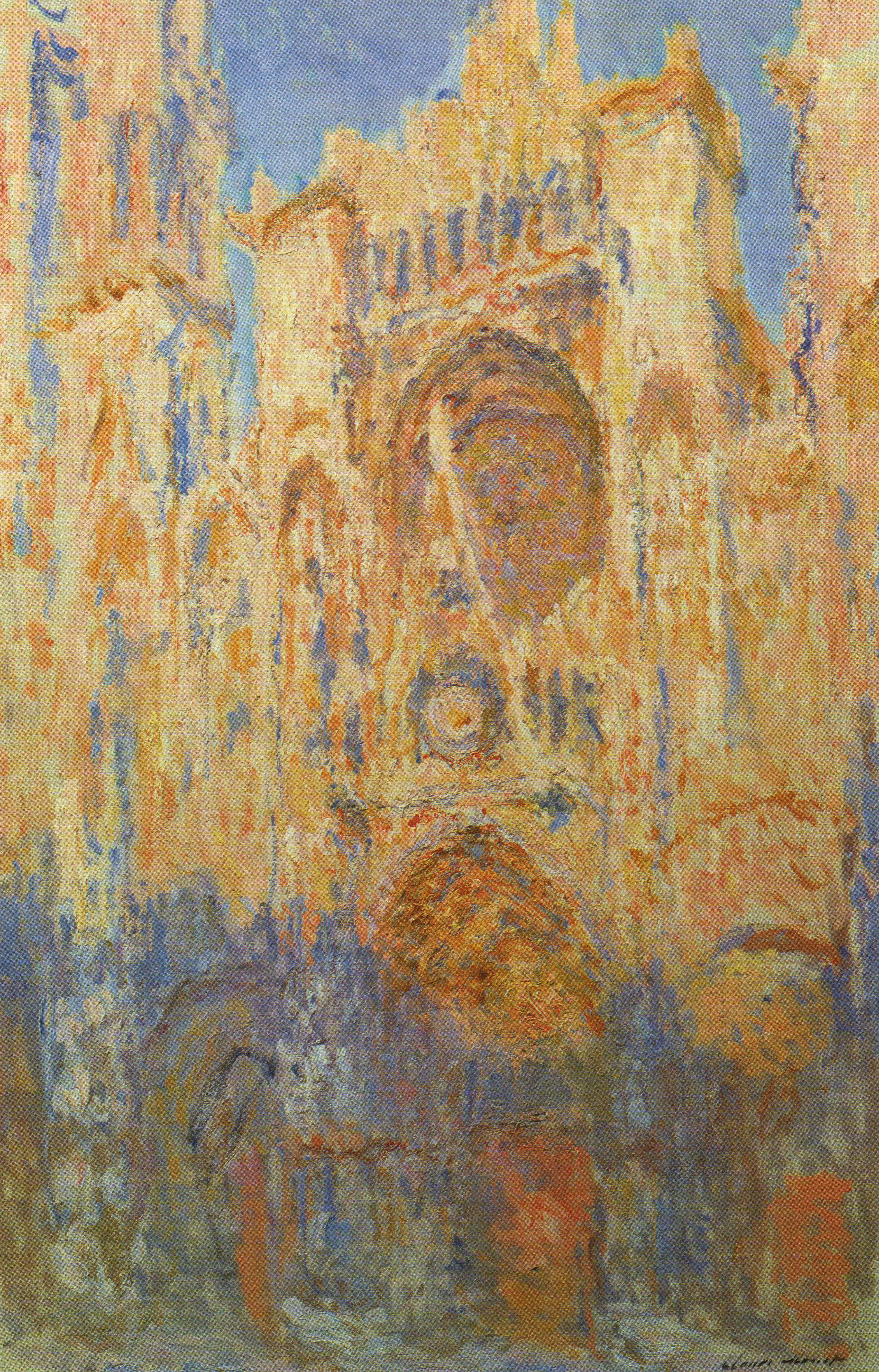
Rouen Cathedral, Facade (sunset), harmonie in gold and blue 1892-1894 Musée Marmottan Monet Parijs
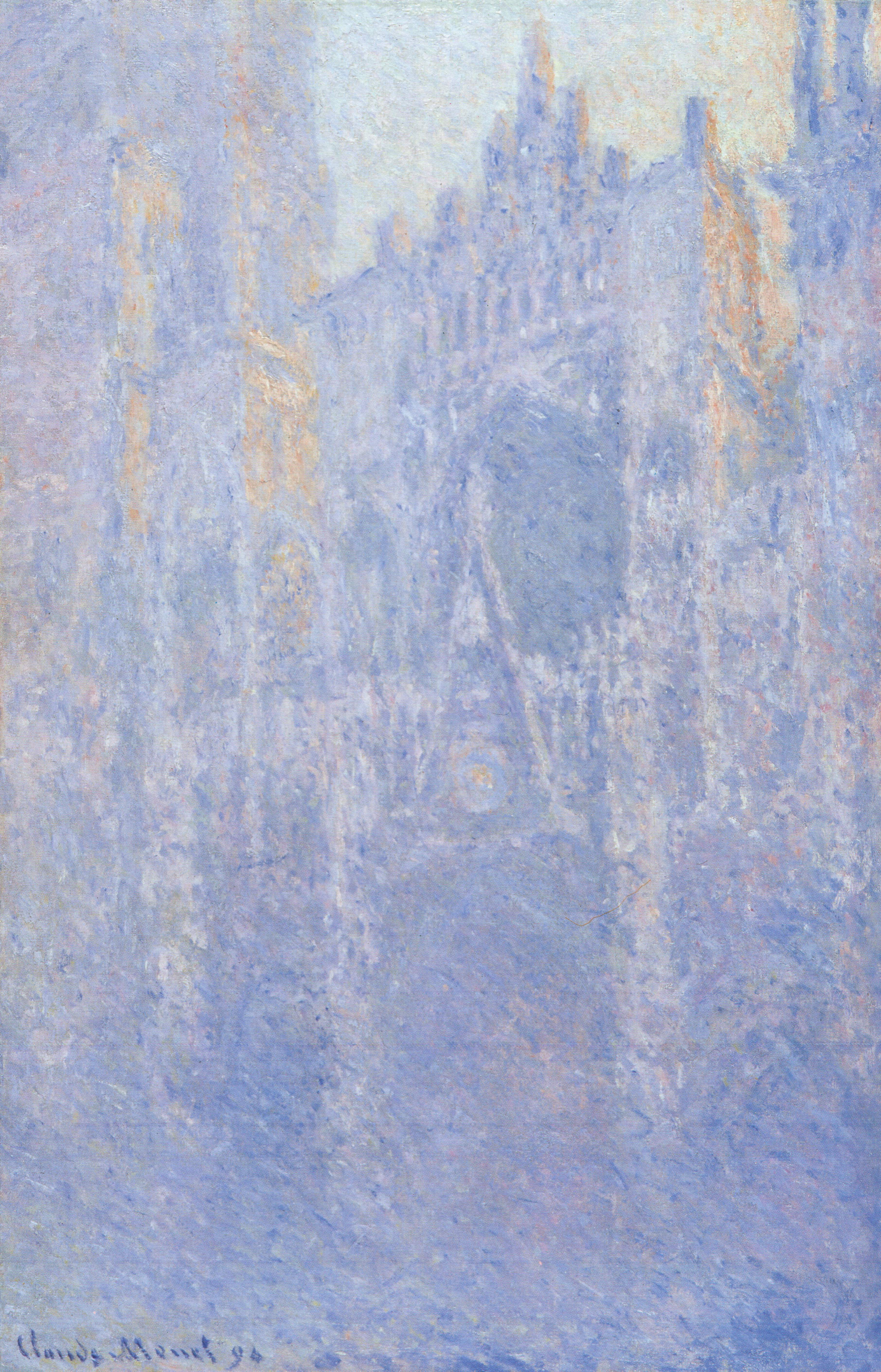
Rouen Cathedral, Facade (Morning effect) 1892-1894 Museum Folkwang Essen
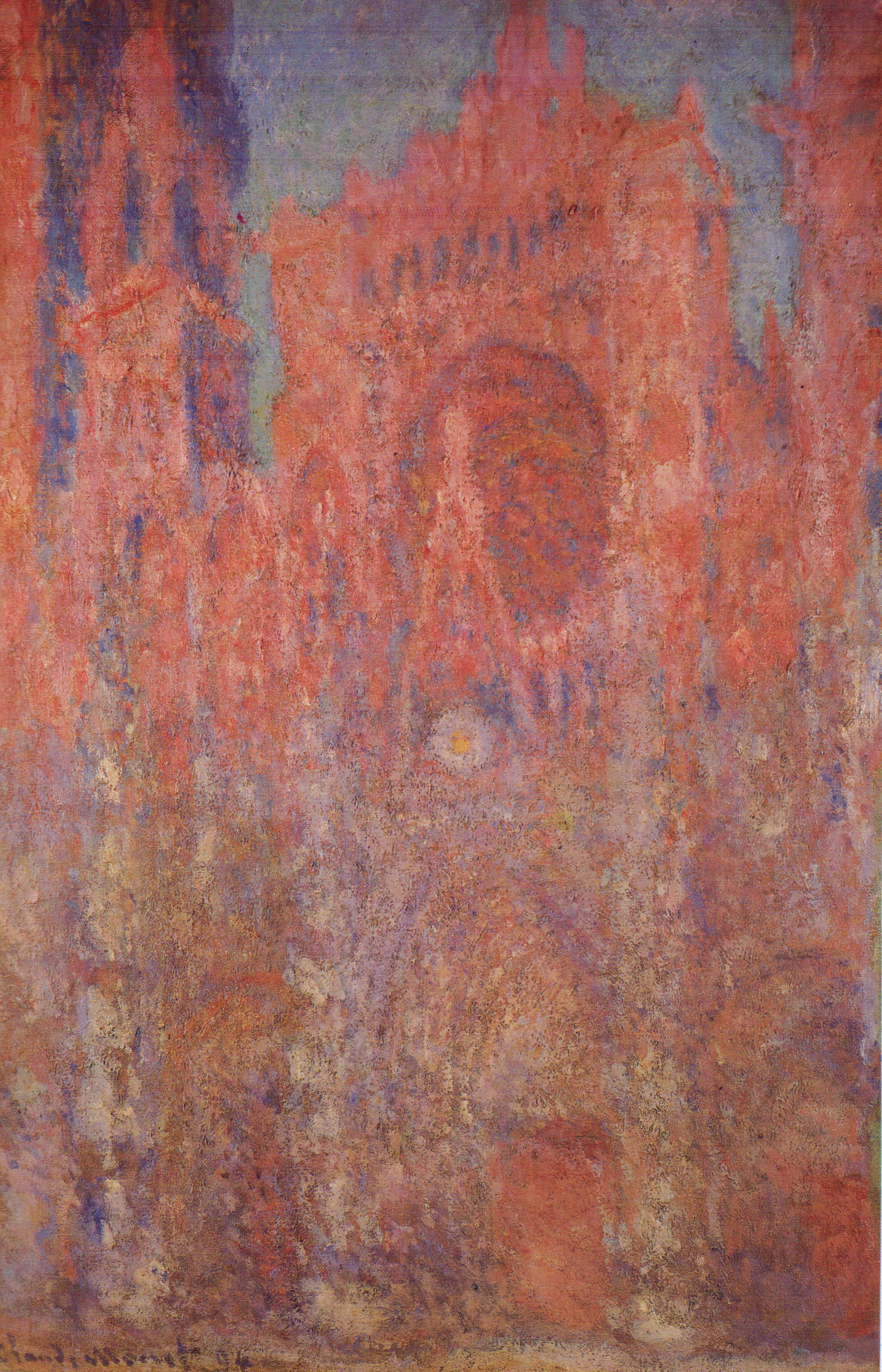
Rouen Cathedral, Facade 1 1892-1894 Pola Museum of Art Hakone
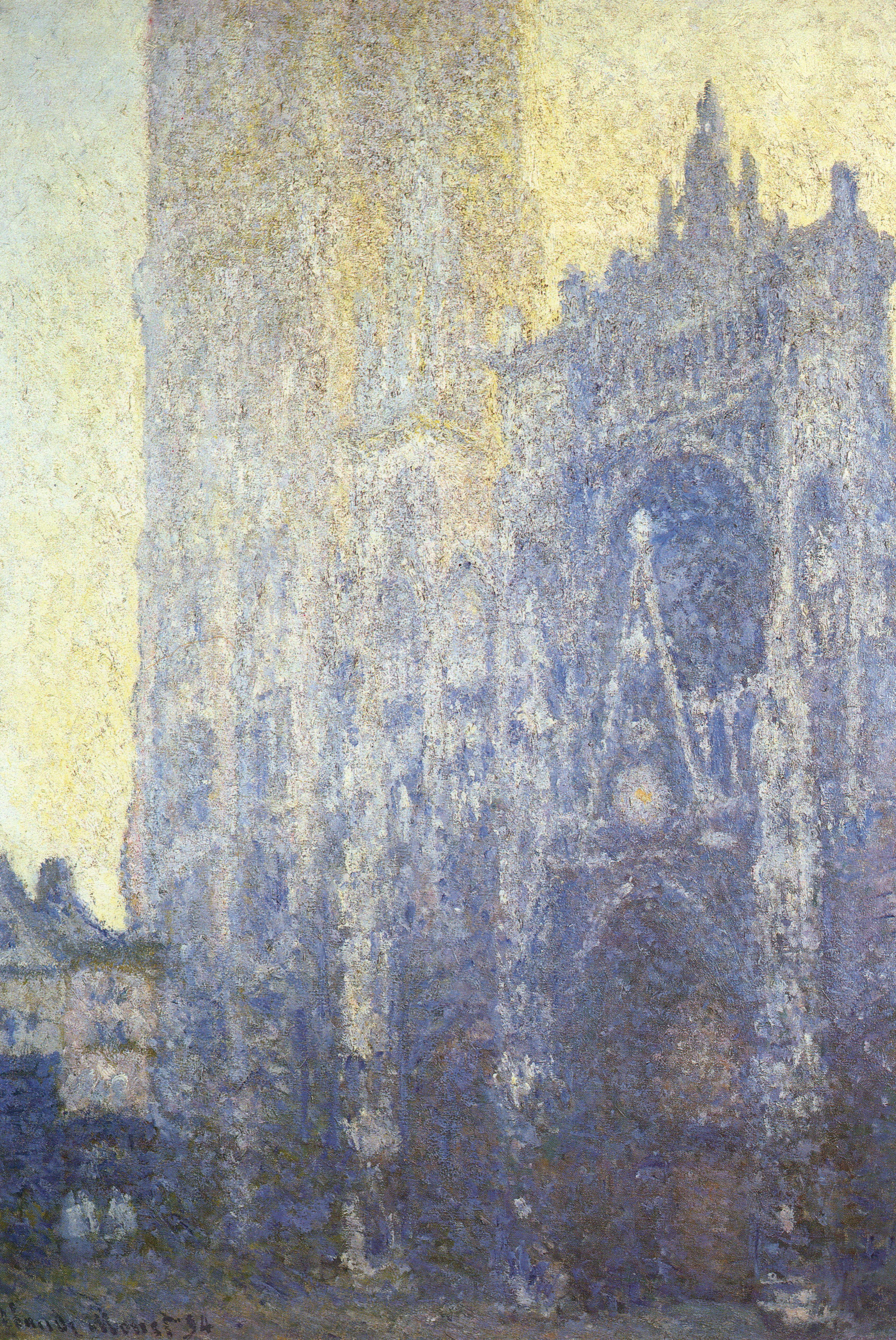
Rouen Cathedral, Facade and Tour d'AlbaneI, dull day 1892-1894 Fondation Beyeler Riehen, Zwitserland